# Taholah
Taholah ist ein Census-designated place (CDP) im Grays Harbor County im Bundesstaat Washington (Vereinigte Staaten). Im Jahr 2000 hatte der Ort 824 Einwohner.

## Geographie
Nach Angaben des United States Census Bureaus hat Taholah eine Fläche von 5,3 km², von denen 4,4 km² auf Land und 0,9 km² (= 17,16 %) auf Wasser entfallen.

## Demographie
Zum Zeitpunkt des United States Census 2000 bewohnten Taholah 217 Personen. Die Bevölkerungsdichte betrug 187,1 Personen pro km². Es gab 249 Wohneinheiten, durchschnittlich 56,6 pro km². Die Bevölkerung des Ortes bestand zu 4,85 % aus Weißen, 93,2 % Native American, 0,12 % Asian, 0,73 % gaben an, anderen Rassen anzugehören und 1,09 % nannten zwei oder mehr Rassen. 1,46 % der Bevölkerung erklärten, Hispanos oder Latinos jeglicher Rasse zu sein.
Die Bewohner Taholahs verteilten sich auf 240 Haushalte, von denen in 44,6 % Kinder unter 18 Jahren lebten. 39,6 % der Haushalte stellten Verheiratete, 28,3 % hatten einen weiblichen Haushaltsvorstand ohne Ehemann und 17,9 % bildeten keine Familien. 13,3 % der Haushalte bestanden aus Einzelpersonen und in 2,9 % aller Haushalte lebte jemand im Alter von 65 Jahren oder mehr alleine. Die durchschnittliche Haushaltsgröße betrug 3,43 und die durchschnittliche Familiengröße 3,63 Personen.
Die Bevölkerung verteilte sich auf 38,1 % Minderjährige, 8,1 % 18–24-Jährige, 27,4 % 25–44-Jährige, 21,1 % 45–64-Jährige und 5,2 % im Alter von 65 Jahren oder mehr. Das Durchschnittsalter betrug 28 Jahre. Auf jeweils 100 Frauen entfielen 116,3 Männer. Bei den über 18-Jährigen entfielen auf 100 Frauen 113,4 Männer.
Das mittlere Haushaltseinkommen in Taholah betrug 24.688 US-Dollar und das mittlere Familieneinkommen erreichte die Höhe von 25.875 US-Dollar. Das Durchschnittseinkommen der Männer betrug 21.964 US-Dollar, gegenüber 24.250 US-Dollar bei den Frauen. Das Pro-Kopf-Einkommen im CDP war 9.373 US-Dollar. 34,9 % der Bevölkerung und 29 % der Familien hatten ein Einkommen unterhalb der Armutsgrenze, davon waren 41,5 % der Minderjährigen und 30 % der Altersgruppe 65 Jahre und mehr betroffen.